# Église Saint-Clément de Ségovie
L’église Saint-Clément (espagnol : iglesia de San Clemente) est une église romane catholique de la ville espagnole de Ségovie.

## Description
Elle est située dans la ville de Ségovie. L'église est caractérisée par une abside semicirculaire de trois arcs, avec des colonnes.
Elle conserverait de sa construction primitive romane le portique, et deux portails : celui de la nef, et le latéral, qui donne entrée dans l'église. La tour est de faible hauteur et fut révoquée au XVIIIe siècle Les autels seraient baroques et churrigueresques. Au début du XXe siècle, elle était rattachée à la paroisse mère de San Millán.

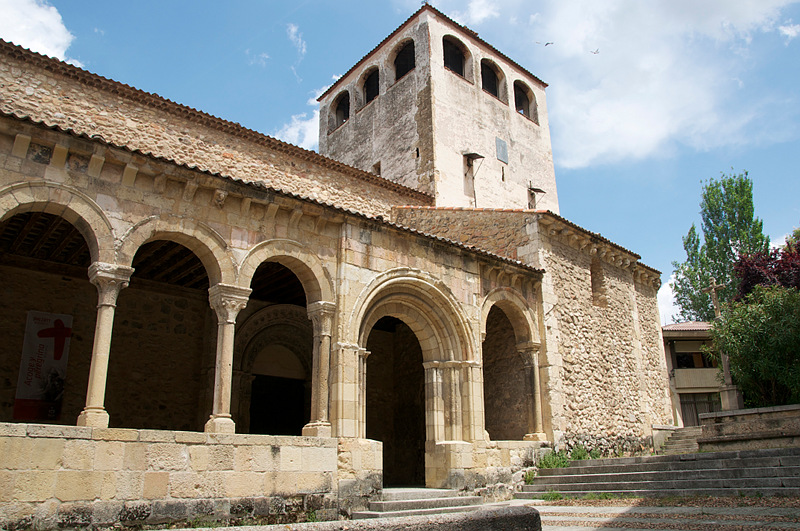
Vue latérale
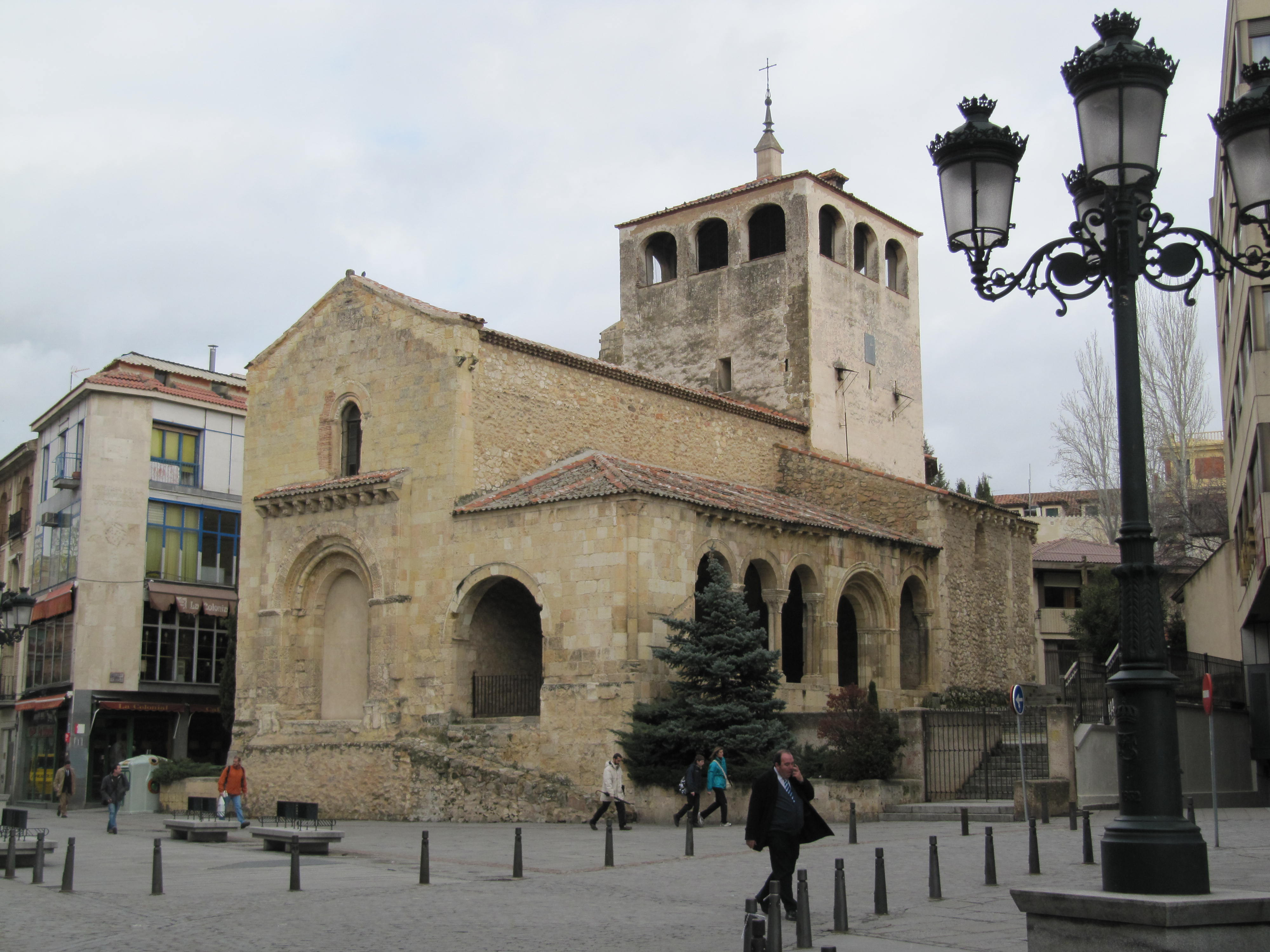
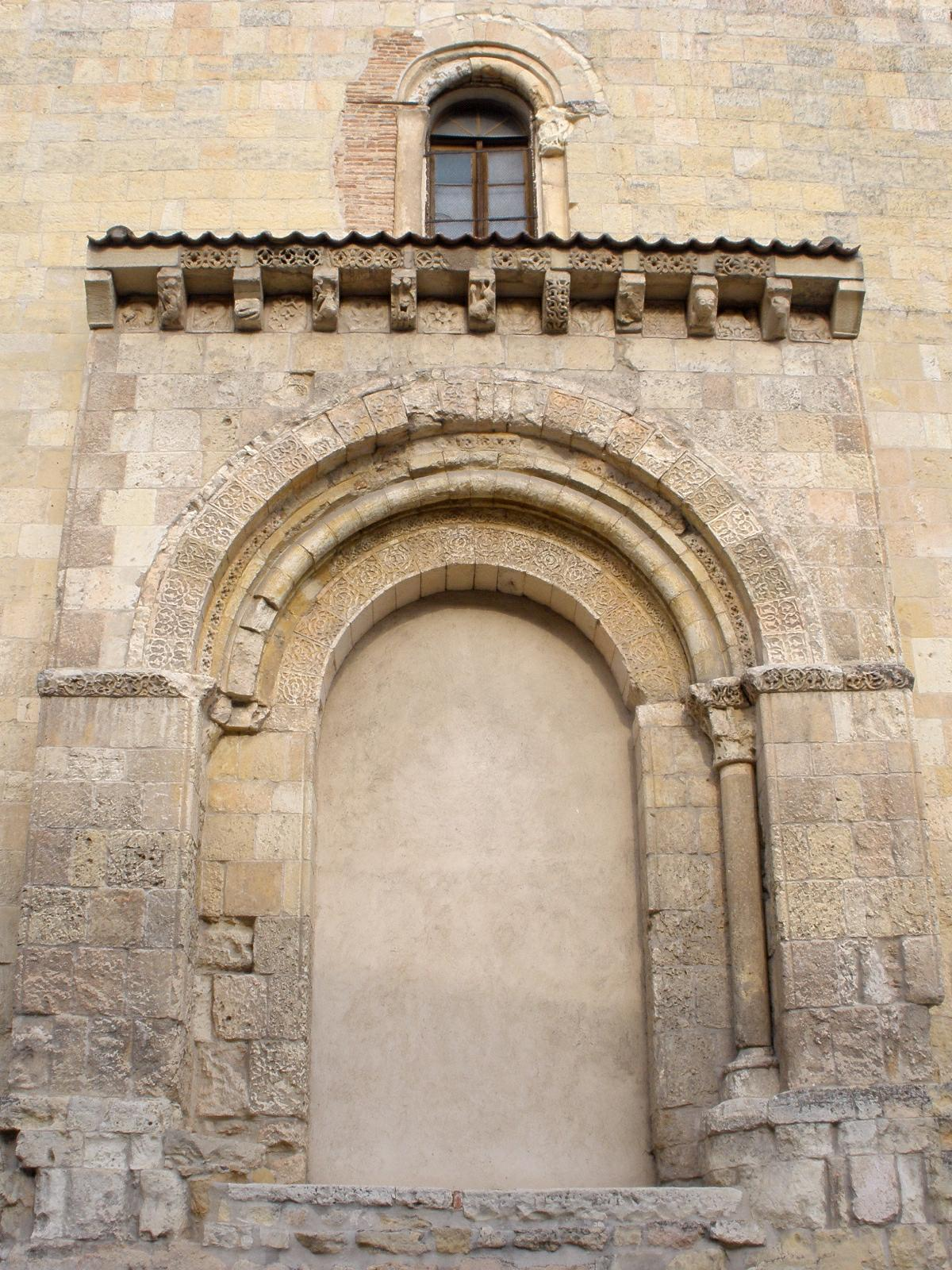